# Boštjan M. Turk
Boštjan Marko Turk, slovenski filolog, literarni zgodovinar - francist, politični anal in publicist, * 1967, Ljubljana.
Doktoriral je leta 2000 na Univerzi Sorbonne Nord v Parizu, z nalogo na temo francoskega pesnika in dramatika Paula Claudela. Na Univerzi v Ljubljani predava francosko in frankofonsko književnost.
Od leta 2018 sodeluje kot stalni komentator v oddaji Faktor na TV3, kjer komentira aktualno politično dogajanje doma in na tujem.
Leta 2021 se je pridružil ekipi takrat nove oddaje Ura moči, ki jo je vodil Bojan Požar, v njej je kot stalni komentator komentiral politično dogajanje, do ukinitve oddaje leta 2024. Piše tudi kolumne za spletni portal Požareport.
Kot zastopnik Nove ljudske stranke je sodeloval v kampanji za referendum o Zakonu o vladi 2022.
Leta 2023 je izdal knjigo Vojna za mir: Slovenija v vrtincu krize, v kateri je predstavil kritiko marksizma in freudizma. Leta 2024 je izdal knjigo Jetniki svobode, ki govori o Slovencih, Jugoslaviji in oblasti Osvobodilne fronte.